# Cussonia gamtoosensis
Cussonia gamtoosensis é uma espécie de Cussonia nativa da África do Sul.